# Perzsa irodalom
.
.

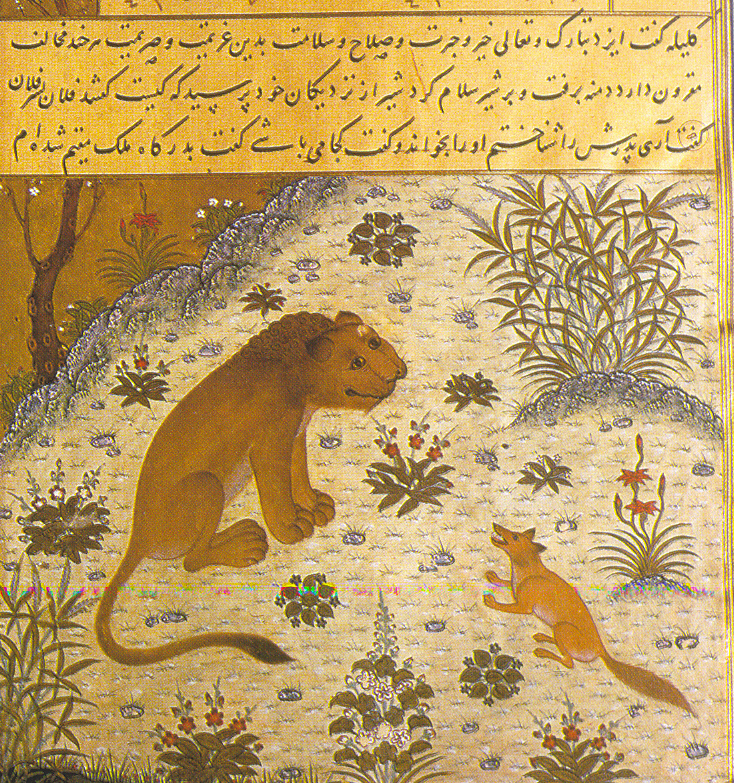
Kelileh va Demneh 1429-ben kelt perzsa kéziratos példány, amely a sakált ábrázolja, amint megpróbálja tévútra vezetni az oroszlánt. Topkapi Palota Múzeum, Isztambul, Törökország

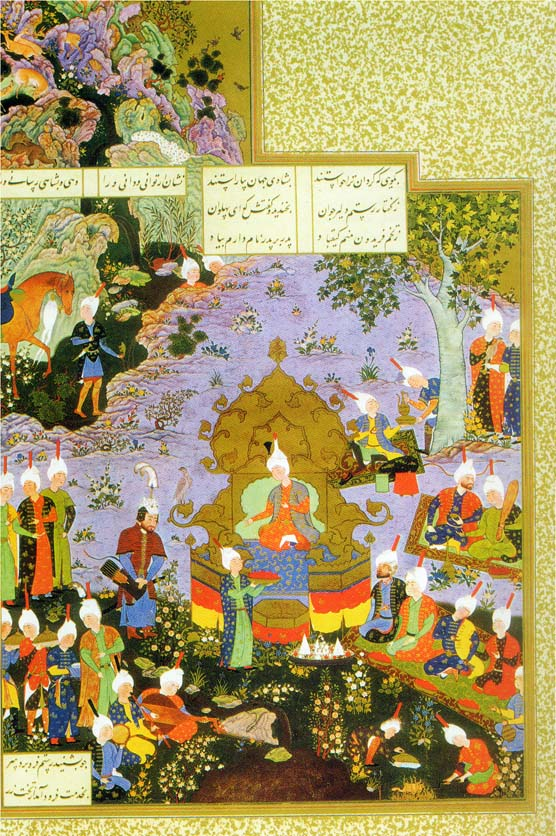
Egy jelenet a Sáhnáme című műből, amely Rusztem vitézségét írja le

A perzsa irodalom története egészen az ókorig nyúlik vissza. Az iráni költészet első példái, amelyek már a hagyománnyá vált retorika mintái alapján készültek, a Gathák (énekek), a Zoroasztriánus vallás szentírásának, az Avesztának legrégebbi darabjaiban fellelhetők (→ Zarathusztra). Az óiráni nyelveket beszélő népek (médek, szakák) közvetett forrásaiban találkozhatunk óperzsa nyelvemlékekkel.  A későbbi klasszikus perzsa költészet az iráni felvidék költészeti kultúrájára utal, amelyet már a perzsa írásbeliség nyelvén hoztak létre. Ez elsősorban a mai Irán, Afganisztán, Tádzsikisztán és Üzbegisztán területén alakult ki. A perzsa nyelv nagyon hosszú ideig volt kulturális és hivatalos nyelv Irak, Pakisztán és Észak-India területein is. Ezeken a vidékeken éltek a perzsa nyelv leghíresebb költői közül néhányan.
A perzsa kulturális és nyelvi közegben a költészetet nagyra értékelték, így  számos híres és sikeres költő jelent meg az elmúlt kétezer év alatt, akik koruk kiemelkedő alakjaivá váltak.  A perzsa költészet más kultúrákra és nyelvekre is hatással volt az évszázadok során, nyomot hagyott úgy a keleti mint a nyugati civilizált világban.
A perzsa nyelvtörténet felosztásához hasonlóan szakaszai az óperzsa, középperzsa, és az újperzsa (ezen belül klasszikus és modern) irodalom.

## Klasszikus perzsa irodalom

### Az iszlám előtti perzsa irodalom
Nagyon kevés irodalmi mű maradt fenn az  Achaemenidák időszakából, nagyrészt a perszepoliszi könyvtár pusztulása miatt. A legtöbb fennmaradt mű az akhaimenida királyok,  különösen I. Dareiosz (i. e. 522–486) és fia, Xerxész   ékírásos  felirataiból áll, de ógörög szerzők (Ktésziasz, Dinón, Knídosz) is utaltak arra, hogy léteztek méd vallási költemények és epikus hagyományok ebből a korból.
Az iszlám előtti Iránból meglehetősen kevés  irodalomkritika alá vonható szöveg maradt fenn, az is a középperzsa Szászánida Birodalom megjelenésétől datálható.  Néhány, i. e. 1 –10 században keletkezett   pehlevi  nyelvű esszét azonban, mint például az „Ajin-e náme nebestan” (A könyv írásának elvei) és a „Báb-e edtedáI-je” Kalileh o Demneh vagyis a Pancsatantra), irodalmi műnek tekintettek. A Szászánida Birodalom (224–652) földrajzának és útleírásainak néhány műve is fennmaradt, bár már arab fordításban.  Ennek a korszaknak a fő irodalmi alkotásai vallásos irodalmak és az azokhoz fűzött kommentárok, a világi irodalmat az uralkodók nem pártolták. Ugyanakkor a szír közvetítéssel átvett Arisztotelész, Ptolemaiosz, Hippokratész, illetve az indiai logika, retorika és asztrológia néhány műve gazdag kultúrtörténeti anyag.
Néhány összeállítás fennmaradt, például a  „Sájiszt-né sájiszt” (Illik, nem illik) a rituális szertartások egyfajta kódexe, illetve egy prezoroasztránus teremtéstörténet, a „Bundahisn”, amelyek a 9. században keletkeztek, ugyanúgy, mint a „Dénkard” (A vallás cselekedetei).
Számos, i. e. 7–4 században keletkezett  zoroasztriánus nyelvemlék megsemmisült Irán iszlám hódítása során a 7. században. A párszik, akik az iszlám hódítás elől  Indiába menekültek, magával vitték a zoroasztriánus kánon néhány könyvét, köztük az Avesztát és annak ősi kommentárjait (Zend).

### A klasszikus perzsa irodalom a középkorban és az újkor előtt

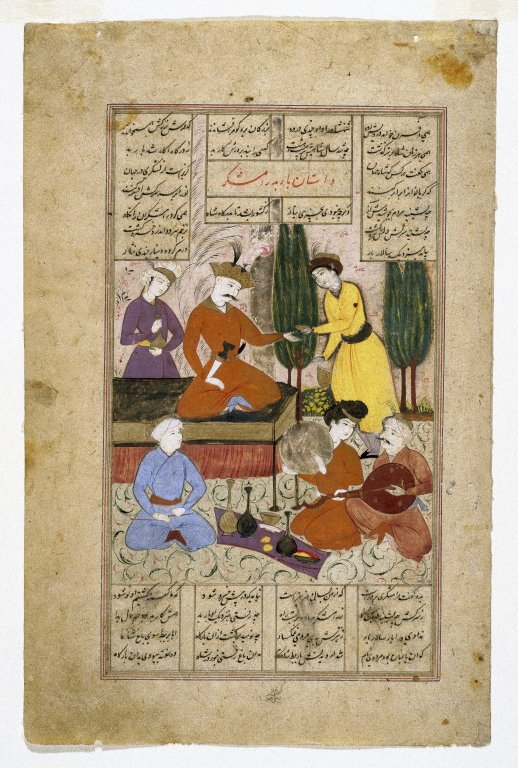
Bahram Gur és udvaroncai, akiket Barbad, a zenész szórakoztat, Ferdowsi Sáhnáme kéziratából. Brooklyn Museum.

A klasszikus perzsa irodalmat a regnáló uralkodócsaládok alapján osztják fel, mivel a mecenatúra lévén a költők finanszírozása főként így valósult meg.
Míg kezdetben a perzsa nyelv háttérbe szorult az Omajjád és a korai Abbászida kalifátusok alatt, az újperzsa hamarosan ismét a Közép-Ázsia és Nyugat-Ázsia országainak irodalmi nyelve lett. A nyelv új formában való újjászületését gyakran Firdauszi, Unszuri, Dakiki, Rúdaki és nemzedéküknek tulajdonítják, mivel az iszlám előtti nacionalizmust használták fel az ősi Irán nyelvének és szokásainak újjáélesztésére.  

#### Költészet

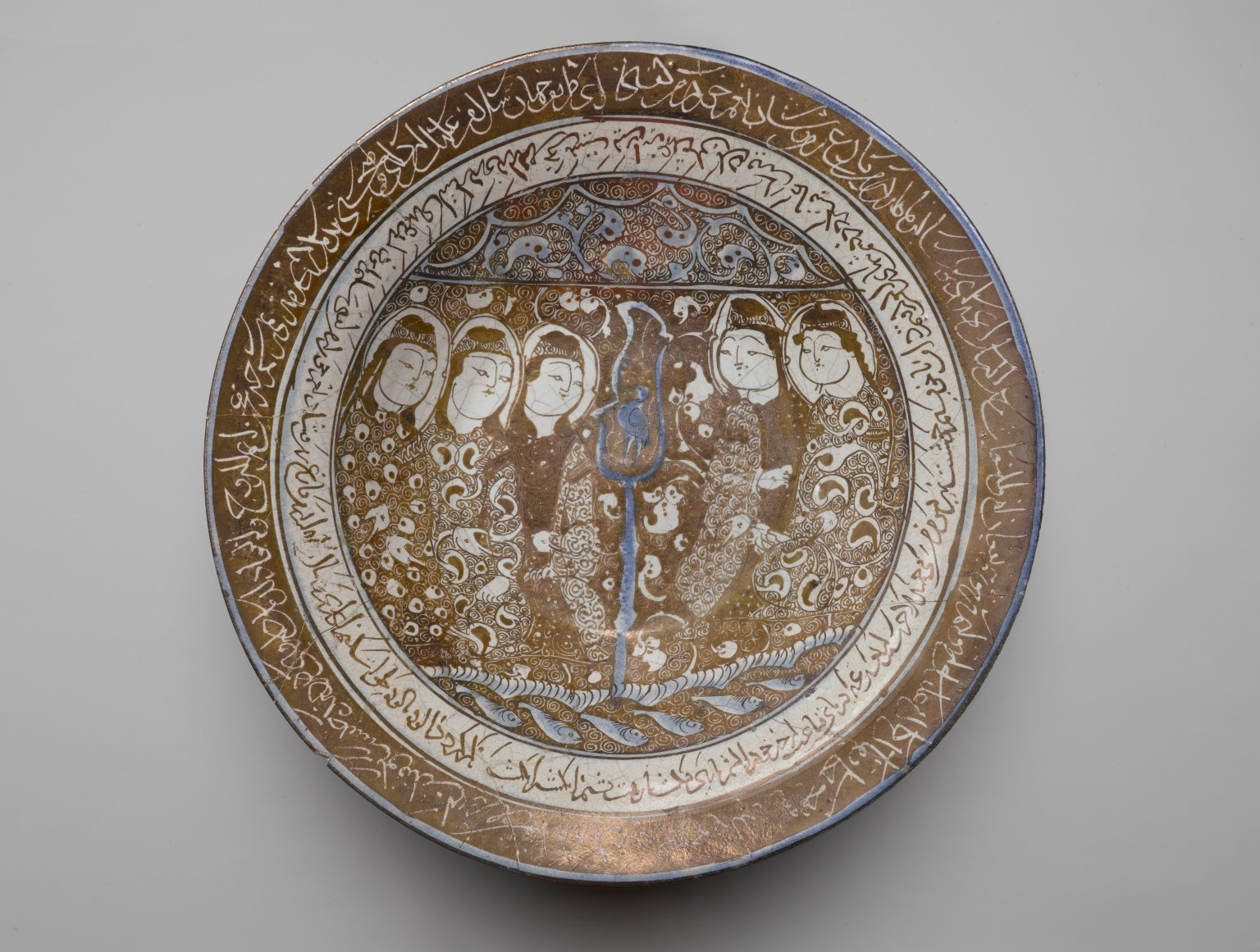
A tükörképek tálja, korai 13, század, Brooklyn Museum

A perzsáknak olyan erős a hajlama a mindennapi kifejezések versbe foglalására, hogy szinte minden klasszikus műben találkozhatunk költészettel, legyen szó perzsa irodalomról, tudományról vagy metafizikáról. Röviden, a versformában való írás képessége minden tudós számára előfeltétel volt. Avicenna orvosi írásainak például csaknem a fele versben íródott.
A perzsa költészet korai korszakának műveiből kitűnik az erőteljes  udvari pártfogás hatása és az úgynevezett  „emelkedett stílus”. A királyi mecenatúra hagyománya talán a szászánida korszakban kezdődött, és az abbászida és számánida udvarokon keresztül minden jelentősebb iráni dinasztiában folytatódott. A kaszída volt talán a leghíresebb használt versforma, bár a négysorosok, mint például Omar Hajjám Rubáját című művében, szintén széles körben népszerűek voltak.
A számánidák központja Buhara volt, így ez volt az első irodalmi centrum is a 10. században. Ők alapították meg a költők fejedelme címet ('maliku'-suará') címet, ami komoly inspirációt hozott a költészet művelői számára. Ekkor tűnt fel Rúdaki, Dakiki, Kiszái, akik egyszerű és érthető, de fennkölt verselésükkel megalapították a horászáni iskolát
A horászáni (vagy turkesztáni) stílust, amelynek követői többnyire Horászánhoz kötődtek, a fennkölt dikció, a méltóságteljes hangnem és a viszonylag művelt nyelvezet jellemzi. E líra legfőbb képviselői (főleg a 10–11. század) Aszdzsádi, Farrukhi Szisztáni, Unszuri és Manucsehri. Az olyan  mesterek, mint Rúdaki, a természet szeretetéről voltak ismertek, verseik bővelkedtek az érzékletes leírásokban. Főleg a kaszída és a (hősi) masznavi volt a legkedveltebb versformájuk.
Ezeken az udvarokon (főleg a gaznavidák alatt, akiknek székhelyük Afganisztánban volt) és a mecénási rendszeren keresztül alakult ki a költészet epikus stílusa, amelynek csúcsán Firdauszi Sáhnáméja áll. A gaznavida udvarban az akkori panegirikus költészet legnagyobb művelői fordultak meg, mint Avicenna, Bírúni.  Az iráni történelmi múlt hősies és emelkedett versekben való dicsőítésével Firdauszi  és más neves költők, mint Dakiki és Aszadi Túszi olyan büszkeség- és inspirációs forrást jelentettek, amely hozzájárult az iráni nép identitástudatának megőrzéséhez az idők során. Firdauszi olyan modellt állított fel, amelyet később számos más költő követett.
A 13. század a lírai költészet felemelkedését jelzi a gazal fő versformává válásával, valamint a misztikus és szúfi költészet felemelkedésével. Ezt a stílust gyakran nevezik araki (iraki) stílusnak (Arak-e Adzsam), és érzelmes lírai tulajdonságairól, gazdag metrumairól és nyelvének viszonylagos egyszerűségéről ismert.  Az úgynevezett iraki (12–13. század) stílust a túldíszített költői alakzatok jellemzik, az u.n. allúziók (utalások és célzások) és a számtalan arab szó átvétele. Versformájára  a gazalok és a (romantikus) masznavi jellemző. Az érzelmes romantikus költészet azonban nem volt újdonság, ahogyan azt olyan művek példázzák, mint Aszad Gorgani Visz o Ramin és Amak Boharai Jusof o Zolejka című művei. Az olyan költők, mint Szanai és Attár (aki állítólag Rúmit inspirálta), Hakani Sirvani, Anvari és Nizámi, nagy tiszteletnek örvendő gazal költők voltak. Ennek az iskolának az elitjét azonban Rúmi, Szádi és Háfiz alkotják.
A perzsa szerelmi költészet hagyományával kapcsolatban a Szafavida korszakban Ehszan Jarsater perzsa történész megjegyzi: „A szerelmes általában nem nő, hanem fiatal férfi. Az iszlám korai évszázadaiban a Közép-Ázsiaba irányuló portyák sok fiatal rabszolgat termeltek. Rabszolgákat is vásároltak vagy kaptak ajándékba. Az udvarban vagy a jómódúak háztartásában szolgáknak, illetve katonának és testőrnek szánták őket. A fiatal férfiak, rabszolgák vagy nem rabszolgák, szintén felszolgálták a bort a lakomákon és fogadásokon, és a tehetségesebbek közülük tudtak zenélni és kulturált társalgást folytatni. A perzsa költészet kezdeteitől fogva a szerelem a fiatal pajtások, katonák vagy a mesterségekben és szakmákban újoncok iránt volt a lírai bevezetők,  és a gazalok témája.” Ugyanebben a szafavida korszakban a perzsa költészet mecénása volt  többek között  I. Teimuraz.
A didaktikus műfajban említhetjük Szanai Hadikat-ul-Hakikah (Az igazság kertje) című művét, valamint Nizámi Makhzan-ul-Asrār (A titkok kincstára) című művét.  Attár néhány műve szintén ebbe a műfajba tartozik, akárcsak Rúmi fő művei, bár egyesek misztikus és érzelmes vonásaik miatt ezeket inkább a lírai típusba sorolják. Emellett sokan hajlamosak az iszmailita, elszigetelten alkotó  Nasszer Huszrau (1038–1157) műveit is ebbe a stílusba sorolni; e műfaj igazi gyöngyszemei azonban a perzsa irodalom egyik kimagasló alakjának, Szádinak két könyve, a Busztán és a Gulisztán (Fejedelmi tükör és Rózsakert).
A szeldzsukok alatt visszaszorult a költészet jelentősége, ennek ellenére kimagasló kaszída költők tűntek fel az uralkodói udvarokban: Szandzsar (1118-1157) uralkodása alatt (Muizzi, Anvari, Adíb Szábír, Dzsabali). Ekkor lesz egyre kedveltebb a négysoros rubái versforma. A kaszída költészet egyre formálisabb lesz, az arab szavak tömeges beáramlása lesz jellemző rá.  leghíresebb művelője Omar Hajjám volt, akinek  Rubáiját című műve a stílus alapvetése lett.
A 15–18. század között a klasszikus perzsa költészetben az Indiai stílus (néha iszfaháni vagy szafavida stílusnak is nevezik) vette át az uralmat. Ez a stílus a Timurida korszakban gyökerezik, és olyan alkotókat hozott létre, mint Amir Huszrau Dehlavi és Bhai Nand Lal Goya. A stílus jellemzője a barokkos-cirádás díszítettséggel megírt misztikus, filozófikus témaválasztás.

#### Prózai írások
A korszak legjelentősebb prózai írásai Nizámi Arudhi Szamarkandi Csahár Makáleh, valamint Zahiriddin Naszr Muhammad Aufi Anekdota című Javami ul-Hikajat kompendiuma.
Samsz al-Moali Abol-haszan Ghabusz ibn Vusmgir híres műve, a Kabusz náme (Tükör a hercegeknek) című műve a perzsa irodalom egyik nagyra becsült szépirodalmi műve. Szintén jelentős mű a Szijaszatnáme, amelyet Nizám al-Mulk, egy híres perzsa vezír írt. Kelileh va Demneh, amelyet indiai népmesékből fordítottak le, szintén ebben a kategóriában említhető. A perzsa irodalomtudományban közmondások gyűjteményének tekintik, így nem közvetít folklorisztikus fogalmakat.

#### Életrajzok, hagiográfiák  és történelmi művek
A klasszikus perzsa nyelvű jelentős történelmi és életrajzi művek közül megemlíthetjük Abolfazl Bejhaghi híres Tarikh-i Bejhaki, Zahiriddin Nasr Muhammad Aufi Lubab ul-Albab című művét (amelyet számos szakértő megbízható kronológiai forrásnak tekint), valamint Ata-Malik Dzsuvajni híres Tarih-i dzsahangusaj-i Dzsuvajni című történelmi műve, amely a mongol Ilhánok korszakát öleli fel. Attar Tazkerat-ol-Ovlija című műve. („A szentek életrajzai”) szintén egy részletes beszámoló a szúfi misztikusokról, amelyre számos későbbi szerző hivatkozik, és a misztikus hagiográfia egyik jelentős művének tekintik.

### Grúz irodalom

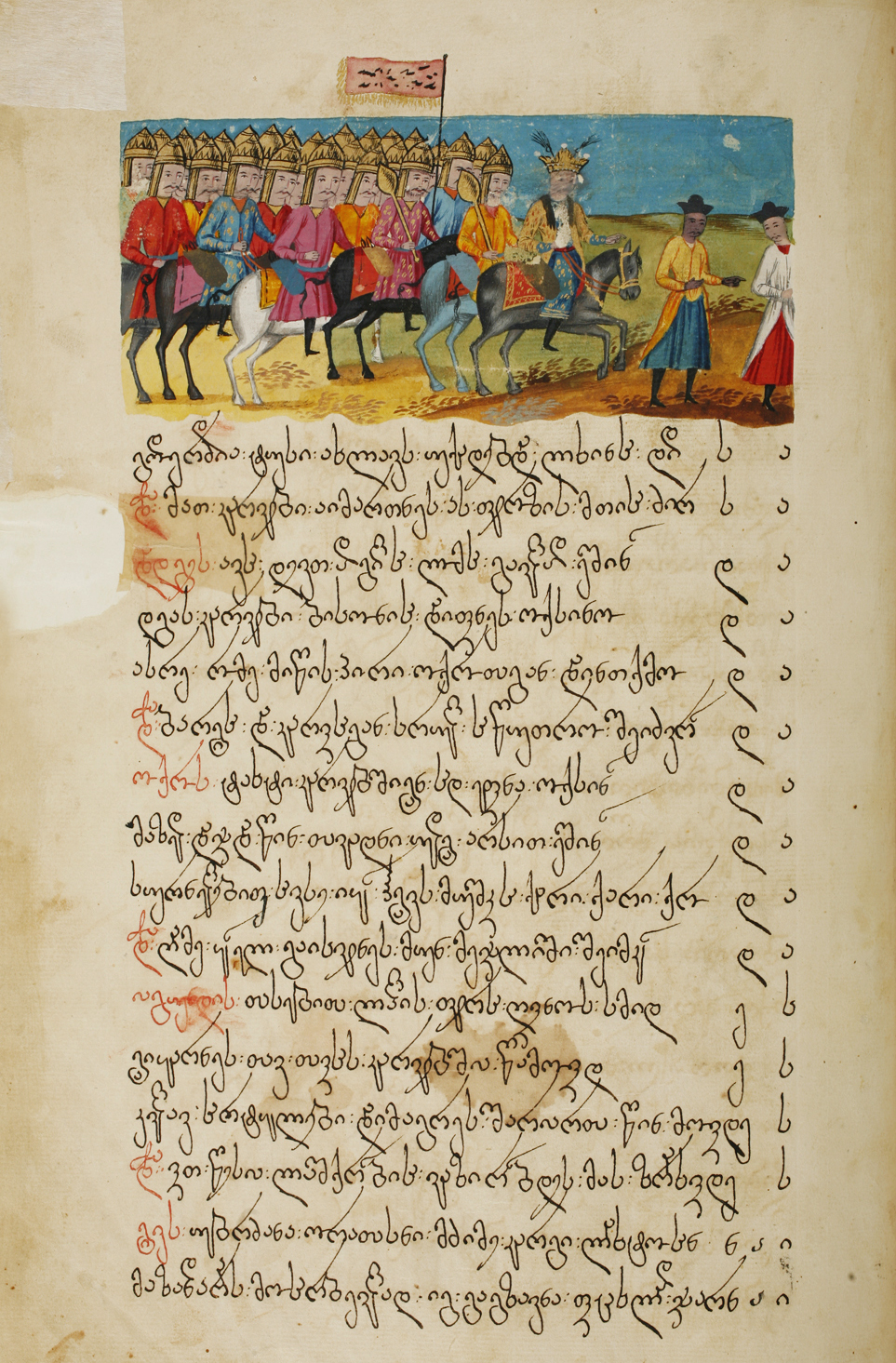
Grúz kézirat a Sáhnámeből Grúz nyelven

### Történelem

„Az életben vannak bizonyos sebek, amelyek a magányban, mint egyfajta rák, lassan felemésztik az elmét.” (A vak bagoly) Szadek Hedajt – 1927